# Sur les chemins de Lamartine
Pour plus de détails, voir Fiche technique et Distribution.
Sur les chemins de Lamartine est un film français réalisé par Jean Tedesco et sorti en 1941.

## Synopsis
Un film en trois parties sur l'écrivain Alphonse de Lamartine.

## Fiche technique
- Titre : Sur les chemins de Lamartine
- Réalisation :	Jean Tedesco
- Scénario : Jean Tedesco
- Photographie : Marcel Paulis
- Montage : Claude Ibéria
- Musique : Henri Sauguet - Direction de l'orchestre : Roger Désormière
- Production : Films de France
- Pays :  France
- Durée : 20 minutes
- Date de sortie : France - 1941

## Distribution
- Julien Bertheau (voix)
- Henri Rollan (voix de Lamartine)